# Hoplolabis (Parilisia) caudata
Hoplolabis (Parilisia) caudata is een tweevleugelige uit de familie steltmuggen (Limoniidae). De soort komt voor in het Palearctisch gebied.